# Dimfrost

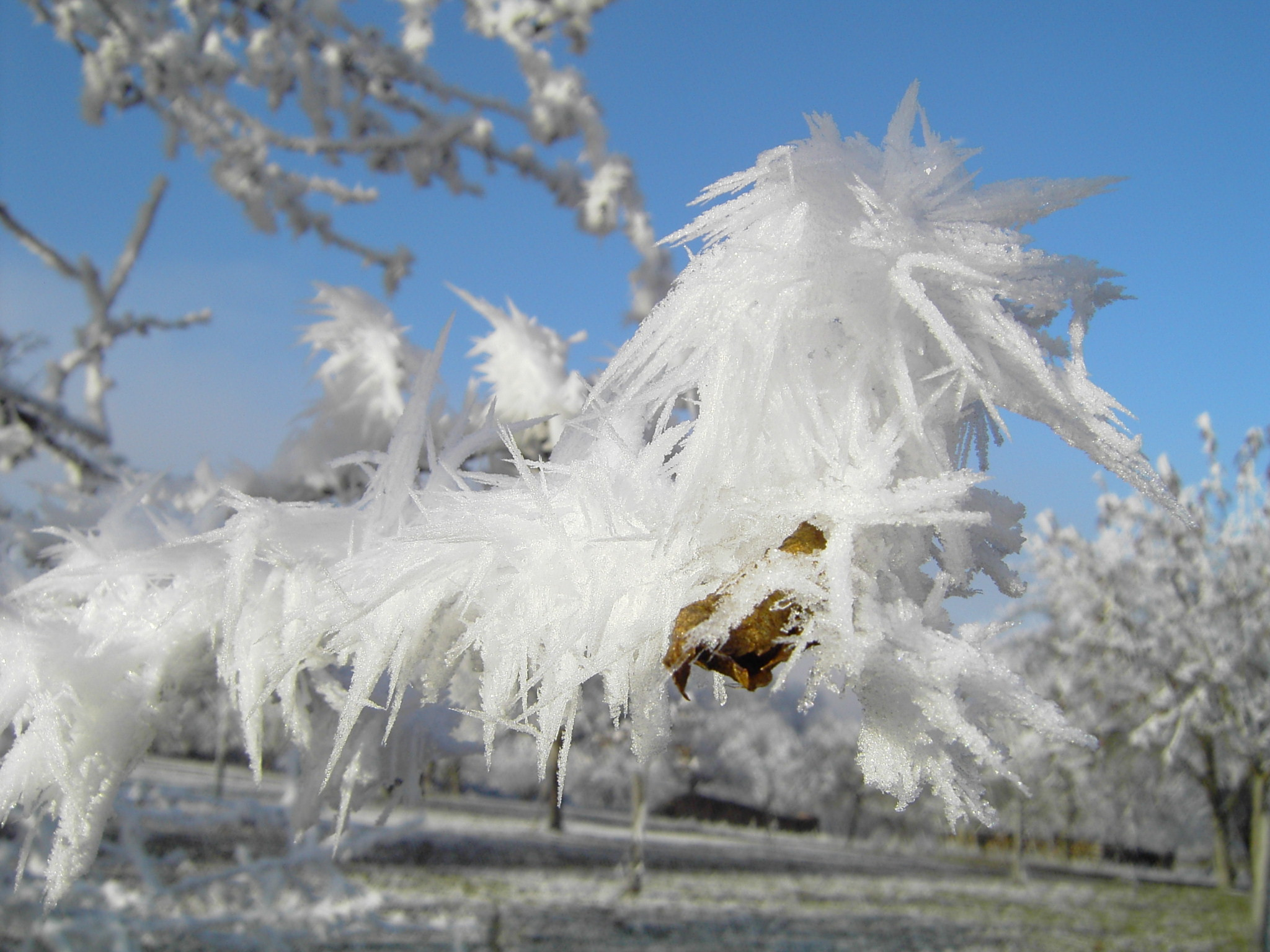
Dimfrost i Möttlingen, Tyskland

Dimfrost är en form av frost. Den bildas av små, underkylda vattendroppar som blåser med vinden och avsätts som en vit, isig beläggning på vindsidan av klippor, husfasader och andra föremål. Till skillnad från isbark (som uppstår vid underkylt regn och som är helt klar) är dimfrosten vit som snö och fårad av vinden. Den saknar välutvecklade snökristaller, och gnistrar därför inte lika mycket som rimfrost.